# 黑线车轮螺
黑线车轮螺（学名：Architectonica perspectiva），是异腹足目车轮螺科车轮螺属的一种。主要分布于新加坡、马来西亚、印度尼西亚、中国大陆、台湾，常栖息在潮下带。 殼質堅硬，縫合線深螺層膨均勻，縫合線上、下的螺脊有如扁平的串珠，螺溝和縱溝構成網格狀圖案，殼表色澤介於灰色和黃褐色間，黃有白色和深褐色相間的螺旋帶，螺外緣盤繞著兩道平頂肋，臍孔內呈螺旋階梯狀，邊緣有深褐色斑紋。